# Unione Sportiva Mestrina 1974-1975
Questa voce raccoglie le informazioni riguardanti l'Unione Sportiva Mestrina nelle competizioni ufficiali della stagione 1974-1975.

## Rosa
| N. |                   | Ruolo | Calciatore        |
| -- | ----------------- | ----- | ----------------- |
|    | Italia (bandiera) | D     | Antonio Bardella  |
|    | Italia (bandiera) | C     | Bruno Bragarolo   |
|    | Italia (bandiera) | P     | Ivano Canella     |
|    | Italia (bandiera) | A     | Gianni Celin      |
|    | Italia (bandiera) | C     | Da Lio            |
|    | Italia (bandiera) | C     | Sirto Dal Pozzolo |
|    | Italia (bandiera) | D     | Angelo Del Favero |
|    | Italia (bandiera) | D     | Roberto Drigo     |
|    | Italia (bandiera) | C     | Sergio Fenotti    |
|    | Italia (bandiera) | C     | Roberto Furlan    |
|    | Italia (bandiera) | A     | Santo Galimberti  |

| N. |                   | Ruolo | Calciatore              |
| -- | ----------------- | ----- | ----------------------- |
|    | Italia (bandiera) | C     | Gianni Lazzaretto       |
|    | Italia (bandiera) | A     | Adriano Manservigi      |
|    | Italia (bandiera) | C     | Marco Montagnoli        |
|    | Italia (bandiera) | D     | Carlo Paulon            |
|    | Italia (bandiera) | D     | Lauro Pomaro            |
|    | Italia (bandiera) | A     | Alberto Reif            |
|    | Italia (bandiera) |       | Rigo                    |
|    | Italia (bandiera) | D     | Paolo Scatto            |
|    | Italia (bandiera) | P     | Antonio Tiengo          |
|    | Italia (bandiera) | D     | Gianfranco Trevisanello |